# Myron Jackson
Myron Jackson (Hamburg, 6 maggio 1964) è un ex cestista statunitense, professionista nella NBA.

## Carriera
Venne scelto al quarto giro del Draft NBA 1986 (85ª scelta assoluta) dai Dallas Mavericks. Giocò  8 partite segnando 1,4 punti in 2,8 minuti di media, prima di essere tagliato il 22 dicembre 1986.